# Parasemidalis principiae
Parasemidalis principiae là một loài côn trùng trong họ Coniopterygidae thuộc bộ Neuroptera. Loài này được Sziráki & Greve miêu tả năm 2001.